# Ruvigny
Ruvigny é uma comuna francesa na região administrativa de Grande Leste, no departamento de Aube. Estende-se por uma área de 4,15 km². Em 2010 a comuna tinha 507 habitantes (densidade: 122,2 hab./km²).